# 北部巡航互助足球會
北部巡航互助會（Club Mutual Crucero del Norte），一般稱作北部巡航（Crucero del Norte），是阿根廷的一支足球會，現時於阿根廷全國足球甲級聯賽作賽。他們於1989年成立，名字由長途巴士公司所改。聯會雖然還有其他體育隊，例如網球、曲棍球等，但足球隊是最著名的。他們在2012年才從地區聯賽升班至阿乙，2015年升至阿甲，但是在下一赛季又回到阿乙。隊名中Mutual Crucero是西班牙語，意思是「巡航互助」。

## 历史
北部巡航聯會于1989年7月19日在阿根廷北部米西奧內斯省一个不到三万人口的小城成立。它的奠基人是一个当地的城際巴士公司，它的名字也来自于这个公司的名字。它的主场地可以容纳1.5万名观众。
北部巡航聯會的足球队从最底级联赛开始，其重点在室内足球。随时间球队不断升级，2004年首次参加阿根廷足球丁级联赛，阿根廷第五级的联赛。一年后联会的足球队就升入阿根廷足球丙级联赛。2009年它首次参加第三级的阿根廷全国足球甲级联赛。在这个级别它一直待到2012年，此后它升入阿乙。在阿乙的第一年它达到第15名，在2013/14年赛季中它获得第8名，基本上没有降级之忧。
2015年阿甲改革，原来的20个球队被扩充到30个，2014年阿乙的升级球队数提高。作为继圣菲联合后的第二区第二名北古斯路升级进入阿甲。因此联会把其球场从1.2万观众席扩充到1.5万人。但是次年北古斯路就又降级到阿乙。